# Narva-museum
Het Narva-museum (Estisch:Narva Muuseum) Narva is een organisatie in Estse stad Narva die twee musea beheert.

## Musea
- Hermansburcht, een middeleeuws kasteel[2]
- Kunstgalerie, een kunstmuseum [3]